# فیلم امروز
فیلم امروز به صاحب امتیازی، مدیر مسئولی، سردبیری و رییس شورای سیاست گذاری هوشنگ گلمکانی از اردیبهشت ۱۴۰۰ منتشر می‌شود.

## پیشینه
هوشنگ گلمکانی و عبّاس یاری  مجله فیلم امروز را بنا نهادند، اما همین همکاری کمتر از سه سال ادامه یافت و با ادامه اختلافات عبّاس یاری نیز نتوانست با هوشنگ گلمکانی کار کند و از او جدا شد. همچنین در ادامه گلمکانی اکثر کارمندان و نویسندگان نشریه را تعدیل کرد.